# Men in Black (Kurzfilm)
Men in Black ist ein US-amerikanischer Slapstick-Kurzfilm (Zweiakter) mit The Three Stooges, der am 28. September 1934 Premiere hatte. Produziert wurde er von Jules White, kurz nachdem Columbia Pictures die Komikergruppe unter Vertrag nahm. Mit ihren Filmen für das Studio kam der Erfolg und eine jahrzehntelange Reihe folgte. Men in Black wurde als einziger Film der Stooges für einen Oscar nominiert, 1935 in der Kategorie „Bester Kurzfilm – Comedy“.
Der Film parodiert das Drama Men in White aus demselben Jahr, in dem Clark Gable einen selbstlosen und aufopfernden Arzt spielt, und erschien außerdem in Brasilien (As Coisas estão Pretas) und Mexiko (Hombres de negro).

## Handlung
Der Film stellt drei junge Ärzte dar, die ihre Examen nur bestanden haben, weil sie schon zu lange an der Universität eingeschrieben waren. Sie treten ihre erste Stelle in einem Krankenhaus an. Dabei begehen sie allerlei Fauxpas und Missgeschicke, die slapstickartig dargestellt werden.

## Rezeption
Hans J. Wollstein zählt den Film bei AllMovie zu den „schwächeren Frühwerken“ der Komiker. Der „eher formlose Klamauk“ sei „nicht gut gealtert“.
Men in Black war 1935 zusammen mit La Cucaracha und What, No Men! in der Kategorie „Bester Kurzfilm – Comedy“ für einen Oscar nominiert. Sieger wurde der von Kenneth Macgowan produzierte Film La Cucaracha.
Die Lautsprecherdurchsage „Dr. Howard, Dr. Fine, Dr. Howard“ kommt als Reminiszenz an eine Szene des Films in zahlreichen anderen Filmen und Musikstücken in ähnlicher Form vor. Laut Gene Simmons wurde der Song Calling Dr. Love auf dem Album Rock and Roll Over ebenfalls durch diese Durchsage inspiriert.

## Belege und weiterführende Informationen
1. 1 2  Hans J. Wollstein: Men in Black (Memento vom 13. Juni 2021 im Internet Archive) bei AllMovie (englisch, Wertung )
2. ↑  Academy Awards 1935 auf www.imdb.com (abgerufen am 3. Januar 2013)
3. 1 2  Men in Black (1934) Did You Know? auf www.imdb.com (abgerufen am 3. Januar 2013)